# Gare de Simiane
La gare de Simiane est une gare ferroviaire française située sur la commune de Simiane-Collongue dans les Bouches-du-Rhône en région Provence-Alpes-Côte d'Azur. Elle est implantée au nord-ouest du village, à proximité du domaine de la Salle (commune de Bouc-Bel-Air), dont elle est séparée par une voie express (route départementale 6).
Elle est mise en service en 1877 par la Compagnie des chemins de fer de Paris à Lyon et à la Méditerranée (PLM), fermée en 1971 elle est rouverte après rénovation en 2008 dans le cadre de la modernisation de la ligne entre Aix et Marseille.
C'est une gare voyageurs de la Société nationale des chemins de fer français (SNCF), desservie par des trains TER PACA.

## Situation ferroviaire
La Gare de Simiane est située au point kilométrique (PK) 423,264 (altitude 207 m) de la ligne Lyon-Perrache - Marseille-Saint-Charles (via Grenoble), entre la gare de Gardanne et la gare de Septèmes-les-Vallons.

## Histoire
La station de Simiane est mise en service le 15 octobre 1877 par la Compagnie des chemins de fer de Paris à Lyon et à la Méditerranée (PLM), lorsqu'elle ouvre à l'exploitation la ligne directe de Marseille à Aix par Gardanne,.
La ligne était à voie unique, et la petite gare de Simiane, éloignée du village, ne voyait s'arrêter que trois ou quatre trains par jour, la plupart des services sautant cet arrêt. Un embranchement privé situé en face de la gare assurait un service de marchandises.
Dans les années 1960, le développement de l'habitat pavillonnaire à Simiane-Collongue et à Bouc-Bel-Air a rendu la position de cette gare intéressante, et les personnes, de plus en plus nombreuses, travaillant à Marseille ou à Aix ont obtenu une amélioration sensible de la desserte. En 1982 on comptait[Où ?] 11 trains quotidiens. Mais la capacité de la ligne ne permettait pas d'augmenter le nombre des circulations et de faire face aux besoins.
La gare est fermée en 1971, lors de la suppression du trafic omnibus sur cette section de la ligne.
Le 9 décembre 2006, la section d'Aix à Marseille est fermée pour être modernisée, comportant notamment le doublement de la voie sur plusieurs tronçons, permettant une augmentation sensible du nombre des circulations. À cette occasion, la gare de Simiane a été rouverte aux voyageurs. Elle fut également rénovée comme les autres gares de la ligne. Une voie de croisement a été installée, et une passerelle d'accès munie d'ascenseurs donne accès à la voie opposée au bâtiment de gare. La ligne a rouvert le 14 décembre 2008. Ce sont à présent 40 TER qui desservent quotidiennement la gare de Simiane en semaine.

## Fréquentation
De 2015 à 2023, selon les estimations de la SNCF, la fréquentation annuelle de la gare s'élève aux nombres indiqués dans le tableau ci-dessous.
| Année               | 2015    | 2016    | 2017    | 2018    | 2019    | 2020   | 2021    | 2022    | 2023    |
| ------------------- | ------- | ------- | ------- | ------- | ------- | ------ | ------- | ------- | ------- |
| Nombre de voyageurs | 156 374 | 153 211 | 159 409 | 149 888 | 150 213 | 86 245 | 102 809 | 150 351 | 158 073 |

## Service des voyageurs

### Accueil
Gare SNCF, elle est ouverte du lundi au vendredi, avec du personnel permanent présent. Elle dispose d'un guichet d'information et de vente des titres de transport, et d'un distributeur de billets régionaux. Des panneaux lumineux informent sur la circulation des trains.
Une passerelle permet le passage d'un quai à l'autre.

### Desserte
Simiane est desservie par la ligne TER PACA no 12 de Marseille à Aix-en-Provence et Pertuis. La desserte est cadencée sur une base horaire avec en moyenne 2 trains par heure dans chaque sens en semaine.

### Intermodalité
La gare est desservie par une ligne de bus urbains et comporte une station de taxis.

## Patrimoine ferroviaire
L'ancien bâtiment voyageurs de la Compagnie du PLM, appartient au plan-type à trois travées et un étage, sans ailes.

## Cinéma
La gare de Simiane a été utilisée dans plusieurs films de cinéma, notamment Le Boulanger de Valorgue de Henri Verneuil (1953) avec Fernandel, et  Sous Le Ciel De Provence de Mario Soldati (1956) avec Fernandel.